# Нумфор
Нумфор (индон. Pulau Numfor) — один из островов архипелага Биак. В административном отношении относится к индонезийской провинции Папуа.
Расположен в заливе Чендравасих, к востоку от полуострова Чендравасих острова Новая Гвинея и примерно в 50 км к западу от острова Биак. Составляет около 26 км в длину и 19 км в ширину. Площадь острова составляет 335,1 км²; длина береговой линии — 95,5 км. Самая высокая точка — 204 м над уровнем моря. Нумфор почти полностью окружён коралловыми рифами за исключением отдельных участков на юго-восточном побережье. Большая часть внутренних районов острова покрыта лесами.
По данным на 2010 год население острова составляет 9336 человек.